# Jagged Little Pill
Jagged Little Pill（ジャグド・リトル・ピル）は、日本のロックバンド。
音楽性の違いにより1996年にBAISERを脱退した秀楼、灰二を中心に結成。1999年頃、自然解散。

## 略歴
BAISER時代よりティアーズ音楽事務所（Tears Music Co.,Ltd.）に所属。
1996年、BAISERのギタリストであった秀楼、ベースの灰二、サポートドラマーであったKAZSAがBAISERを脱退し結成。脱退前よりメンバーを探しリハーサルを開始しており、脱退後すぐにJagged Little Pillとしてのライブを開始する。
略称は「JLP」「ジャグド」。
BAISER脱退をした主な理由は「表面的な音楽性の違いとかじゃなくて心底ああいうの無理」。
バンド名の由来はアラニス・モリセットの同名アルバムからと思われるが、リーダーであった秀楼によれば「ちっさいから飲み易く見える錠剤、だけどギザギザで喉にひっかかって飲み込めない。つまり見た目で判断してっと怪我しますって事。」と発言していた。
解散の理由は明らかにされていないが、同事務所のKILLERのサポートをメンバーがはじめた事から亀裂が生じたらしい。

## メンバー
- Vo.RYOYA（リョウヤ）
- Gu.秀楼（ヒデロウ）
- Gu.TAKE（タケ）
- Ba.灰二（ハイジ）
- Dr.KAZSA（カズサ）

## ディスコグラフィ
- VELVET BLOOM（1997年4月23日、日本クラウン）メジャーデビューミニアルバム

1. DESPERATE
2. REACH FOR THE SKY
3. CLOCK WORK LUV
4. EOC　※Guitarの秀楼がVO.をとっている
5. DRY
6. SINCERELY

- SWITCHBLADE（1998年7月23日、日本クラウン）

1. Distortion Strawberry(CCCMIX)
2. 54PC
3. Distance(Please tell me way to you)
4. FRAGILE NUDE
5. WISH
6. FINAL CHILDREN(diffuse edit)
7. SINCE
8. Phase　※Guitarの秀楼がVO.をとっている
9. SISTER SQUEEZE